# Santa Giusta (Sardinien)
Santa Giusta ist eine italienische Gemeinde (comune) mit 4601 Einwohnern (Stand 31. Dezember 2023) in der Provinz Oristano auf Sardinien. Die Gemeinde liegt etwa vier Kilometer südsüdöstlich von Oristano am Parco Geominerario Storico ed Ambientale della Sardegna.

## Geschichte
Santa Giustas Ortsteil Is Olionis, steht auf den Siedlungsresten der phönikischen Stadt Othoca, die im 7. Jahrhundert v. Chr. errichtet wurde.
Santa Giusta ist seit 1969 ein Titularbistum der römisch-katholischen Kirche. Bis 1503 war Santa Giusta ordentlicher Bischofssitz.

## Verkehr
Die Gemeinde liegt an der Strada Statale 131 Carlo Felice von Cagliari nach Oristano.

## Söhne und Töchter der Gemeinde
- Salvatore Garau (* 1953), Maler